# 托马斯·吉莱斯皮
托马斯·吉莱斯皮（英語：Thomas Gillespie，1892年12月14日—1914年10月18日），英国男子赛艇运动员。他曾代表英国参加1912年夏季奥林匹克运动会赛艇比赛，获得男子八人单桨有舵手银牌。